# Immeln
Den här artikeln handlar om insjön Immeln. För tätorten Immeln, se Immeln (tätort).
Immeln är en sjö i Kristianstads kommun, Osby kommun och Östra Göinge kommun i Skåne och ingår i Skräbeåns huvudavrinningsområde. Sjön är 28 meter djup, har en yta på 22,4 kvadratkilometer och befinner sig 81,1 meter över havet. Sjön avvattnas via Lillån till Holjeån genom Ivösjön och slutligen till Östersjön genom Skräbeån.
Vid provfiske har bland annat abborre, braxen, gers och gädda fångats i sjön.
Vid Immeln ligger samhällena Immeln, Breanäs, Mjönäs. Den är Skånes tredje största sjö.  Sjön har sitt utlopp genom Edre ström i nordost och här finns en fördämning där avrinningen kan regleras. Sjön omnämns i litteraturen av bland annat Harry Martinson.

## Natur
Immeln är näringsfattig och dess stränder är ofta blockrika och kantade av skog. Här finns gott om öar varav vissa är fågelskyddsområden. Några av de större öarna är: Tjärön, Vejlön och Högön. Vattenväxten sjönöt fanns i Immeln till i början av 1900-talet (Ranviken i närheten av Breanäs) och i sjön finns en nedströmslekande öring som kallas Immelnöring. Ett fåtal exemplar av röd näckros växer i sjön. 1974 skedde den sista kända fångsten av mal i sjön. I östra delen av sjön finns naturreservatet Brotorpet.  Norr om Immeln ligger Nytebodaskogen, ett naturreservat med gammal barrskog. Skogen i reservatet har drabbats hårt av skadeinsekter.

## Historia
Sjön är utsatt på Gerhard Buhrmanns skånekarta från 1684 som immel siö. Det förekommer att namnet tidigare stavats med ett extra "e" (Immelen). Idag säger man ibland "Immelsjön" för att skilja sjön från samhället med samma namn.
Carl Hårleman lade 1750 fram ett förslag om en kanalförbindelse från smålandsgränsen via Helge å och över Immeln ned till Kristianstad. 1753 lät han trycka sitt förslag, som dock aldrig kom att vinna något gehör.
1844 lades ett förslag om sjösänkning av Immeln för att vinna jordbruksmark. Långa processer följde men någon sjösänkning kom aldrig till stånd. I början av 1900-talet kom förnyade försök som inte heller denna gång ledde till några resultat.
1885 invigdes Kristianstad-Immelns Järnväg vilket ledde till att strandägarna runt sjön bildade ett ångbåtsbolag Immelns Ångslups AB för trafik på sjön. Mestadels pråmtrafik med timmer och ved men det bedrevs även persontrafik. Sedan Sölvesborg–Olofström–Älmhults Järnväg invigts minskade dock passagerarunderlaget och 1926 lades trafiken ned. Pråmfarten över sjön fortsatte dock, fram till 1930-talet med sten från Rörvik till Immelns station och med ved fram till 1946 då de sista pråmarna sänktes i viken vid Dönaberga. Harry Martinsons föräldrar var bosatta i Nyteboda vid Immeln där fadern var handlare och sjön skildras av honom i Nässlorna blomma under namnet Elmen.

## Friluftsliv
Genom sjön går en kanotled som går över i sjöarna Filkesjön, Raslången och Halen. Kanotuthyrning finns i tätorten Immeln, i Olofström samt vid Brotorpet, norra delen av immelnsjön.

## Delavrinningsområde
Immeln ingår i delavrinningsområde (624206-141214) som SMHI kallar för Utloppet av Immeln. Medelhöjden är 99 meter över havet och ytan är 93,37 kvadratkilometer. Räknas de 13 avrinningsområdena uppströms in blir den ackumulerade arean 275 kvadratkilometer. Avrinningsområdets utflöde Skräbeån (Alltidhultsån) mynnar i havet. Avrinningsområdet består mestadels av skog (64 %). Avrinningsområdet har 23,59 kvadratkilometer vattenytor vilket ger det en sjöprocent på 25,2 %. Bebyggelsen i området täcker en yta av 0,6 kvadratkilometer eller 1 % av avrinningsområdet.

## Fisk
Vid provfiske har följande fisk fångats i sjön:
- Abborre
- Braxen
- Gärs
- Gädda
- Löja
- Mört
- Sarv
- Sik
- Sutare